# Nova Calabexa
Nova Calabexa é um promontório situado perto de Assuã, no Egito. Abriga templos, estruturas e outros restos importantes que foram realocados de Velha Calabexa (Babal Calabexa em árabe e Talmis em grego) e outros sítios da Baixa Núbia para evitar sua destruição pelas águas do lago Nasser.

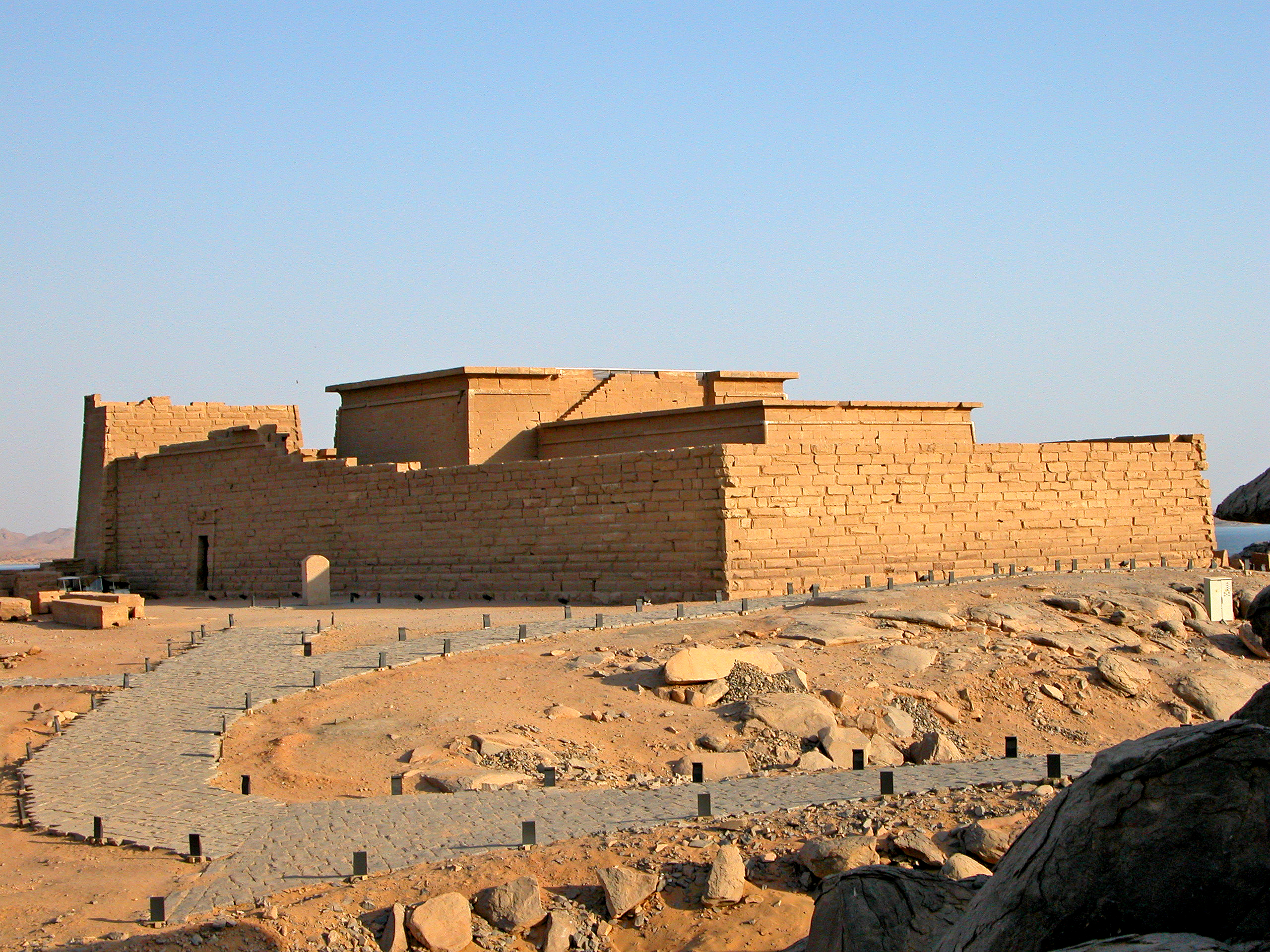
Templo de Calabexa

## Edifícios

### Templo de Calabexa
O Templo de Calabexa (ou Templo de Mandúlis) é a principal estrutura de Nova Calabexa. Dedicado ao deus solar Mandúlis, foi edificado pelo imperador Augusto (r. 27 a.C.–14 d.C.) e era o maior templo independente da Núbia egípcia (depois de Abul-Simbel) a ser movido e erguido num novo local. Durante a realocação, foi cortado em 13 000 blocos.

### Templo de Beitel Uáli
O Templo de Beitel Uáli foi movido de sua posição original por uma equipe arqueológica polonesa. Era dedicado a Ramessés II (r. 1279–1213 a.C.) e os deuses Amom-Rá, Rá-Haraqueti, Quenúbis e Anúquis. Foi decorado com vários relevos coloridos, dos quais apenas os presentes na parte interna do templo estão no in situ, enquanto os exteriores desapareceram.

### Gerfe Huceine
O Templo de Gerfe Huceine (originalmente chamado Per Ptá, a "Casa de Ptá") foi dedicado ao faraó Ramessés II e os deuses Ptá, Ptá-Tatenene e Hator e foi erigido pelo vice-rei de Cuxe Setau. De início, era parcialmente independente e parcialmente cortado em rocha. Com a inundação do lago Nasser, a porção independente foi desmontada e reconstruída, enquanto o templo cortado na rocha foi deixado e está submerso.

### Quiosque de Quertassi
O Quiosque de Quertassi é "um pequeno quiosque romano com quatro colunas delgadas de papiro dentro [e] duas colunas de Hator na entrada." É uma estrutura pequena que "está inacabada e não está inscrita com o nome do arquiteto, mas é talvez contemporânea ao Quiosque de Trajano em Filas."

### Templo de Dedune
O Templo de Dedune é uma pequena capela do Reino Ptolemaico (332–30 a.C.) que originalmente estava dentro da muralha exterior do Templo de Calabexa e foi dedicado à deusa serpente núbia Dedune. Foi movido junto do templo de Calabexa.